# David Verburg
David Verburg (* 14. Mai 1991 in Gainesville, Florida) ist ein US-amerikanischer Sprinter, der sich auf den 400-Meter-Lauf spezialisiert hat.
Bei den Leichtathletik-Juniorenweltmeisterschaften 2010 in Monckton gewann er mit der US-Mannschaft Gold in der 4-mal-400-Meter-Staffel. 2012 siegte er bei den U23-NACAC-Meisterschaften sowohl im Einzelbewerb wie auch in der Staffel.
2013 lief er im Halbfinale der US-Meisterschaften erstmals unter 45 Sekunden, bevor er im Finale Sechster wurde. Mit der US-Staffel siegte er bei den Weltmeisterschaften in Moskau in der 4-mal-400-Meter-Staffel.
Bei den US-Meisterschaften 2015 gewann er zum ersten Mal über die 400-Meter-Distanz. Bei den Weltmeisterschaften 2015 in Peking konnte er mit Staffelgold den Erfolg von Moskau wiederholen. Im Einzelwettbewerb hingegen verpasste er knapp das Finale, seine Halbfinalzeit von 44,71 s reichte um nur sieben Hundertstelsekunden nicht für den Endlauf.
Erneut im Halbfinale scheiterte Verburg bei den Olympischen Spielen 2016 in Rio de Janeiro. Mit 45,61 s konnte er seine Saisonbestleistung von 44,82 s, mit der er sich den dritten Platz bei den nationalen Ausscheidungswettkämpfen gesichert hatte, nicht wiederholen. Als Schlussläufer im Vorrundenlauf des Staffelwettbewerbs gewann er auch ohne im Finale gelaufen zu sein seine erste olympische Goldmedaille.
Als Collegesportler startete er für die George Mason University, an der er Sportmarketing studierte.

## Persönliche Bestzeiten
- 200 m: 20,63 s, 14. April 2012, Gainesville
  - Halle: 21,33 s, 15. Februar 2013, Blacksburg
- 400 m: 44,41 s, 26. Juni 2015, Eugene
  - Halle: 45,62 s, 23. Februar 2014, Albuquerque